# Không quân Liên Xô
Không quân Liên Xô (tiếng Nga: Военно-воздушные силы СССР, Voyenno-vozdushnye sily SSSR), cũng còn được biết đến dưới tên gọi tắt là VVS, chuyển tự từ tiếng Nga là: ВВС, Военно-воздушные силы (Voenno-vozdushnye sily), đây là tên gọi chỉ định của quân chủng không quân trong Liên Xô trước đây.
Còn được gọi là Không quân Sao Đỏ, Không quân Liên Xô là lực lượng có số lượng máy bay nhiều thứ 2 trên thế giới trong giai đoạn 1950 - 1990 (chỉ sau Không quân Hoa Kỳ). Xét riêng về một số lĩnh vực thì Không quân Liên Xô có vị trí dẫn đầu thế giới về máy bay tiêm kích đánh chặn, máy bay ném bom siêu thanh, tên lửa không đối không tầm xa và tên lửa chống hạm hạng nặng.
Không quân Liên Xô là một phần trong chiến lược tác chiến của Liên Xô trong trường hợp xảy ra xung đột với Hoa Kỳ, hoặc một cuộc xung đột khác liên quan giữa Tổ chức Hiệp ước Bắc Đại Tây Dương (NATO) và Tổ chức Hiệp ước Warsaw (WTO). Lực lượng này có nhiệm vụ phòng thủ không phận Liên Xô, ngăn chặn các cuộc không kích đến từ Mỹ tới các nước đồng minh NATO, đồng thời tiêu diệt lực lượng Mỹ và NATO tại khu vực tác chiến dự kiến là các vùng trời ở Bắc bán cầu.

## Lịch sử

### Khởi đầu
VVS được thành lập với tên gọi lúc đầu là "Phi đội không quân Công - Nông" vào năm 1918, kế thừa những gì còn lại từ Không quân Đế quốc nga. Sau khi trở thành một phần dưới sự lãnh đạo của Hồng quân, với tên gọi chính thức là VVS vào năm 1930, ảnh hưởng của VVS đến các thiết kế máy bay đã trở nên hết sức to lớn.
Sau khi Liên bang Xô viết được thành lập, những nhà lãnh đạo đất nước đã thực hiện nhiều biện pháp nỗ lực để hiện đại hóa và mở rộng sản xuất máy bay. Việc sản xuất máy bay trong nước đã tăng lên nhanh chóng vào những năm đầu của thập niên 1930 và Không quân Xô viết đã nhanh chóng có khả năng đưa vào sử dụng loại máy bay tiêm kích Polikarpov I-15 và I-16; máy bay ném bom SB-2, SB-2bis và DB-3.
Một trong những thử thách lớn của VVS đã đến vào năm 1936 trong Cuộc nội chiến Tây Ban Nha, đây là nơi những thiết kế máy bay mới nhất được đưa vào thử nghiệm cùng với những máy bay của Đức Quốc xã. Ban đầu, máy bay tiêm kích I-16 tỏ ra chiếm ưu thế, khiến ngay sau đó Không quân Đức (Luftwaffe) đã đưa vào sử dụng loại máy bay mới Messerschmitt Bf-109, loại máy bay này đã chiếm được ưu thế trên không đối với các loại máy bay của Liên Xô; và đảm bảo an toàn trên không cho phái Dân tộc chủ nghĩa và phái Bảo hoàng Tây Ban Nha.
Không quân Liên Xô cũng chịu ảnh hưởng của cuộc Đại Thanh trừng. Ngay sau các chuyến bay qua vùng cực thành công vào mùa hè năm 1937, hàng loạt sĩ quan Hồng Quân bị bắt và bị xử tử. Mười lăm trong tổng số mười sáu tư lệnh bị xử tử, hơn ba phần tư sĩ quan cao cấp của không quân bị bắt, xử tử hoặc bị cách chức. Tin tức về các sĩ quan không quân bị bắt ít hơn hẳn tin tức về các thành tích của không quân, khiến cho việc thanh trừng trong không quân không bị để ý.
Năm 1941, ngay trước thời điểm Đức Quốc xã tấn công Liên Xô, Không quân Liên Xô tiếp tục lại gánh chịu một đợt tổn thất nặng nề từ việc một loạt chỉ huy cấp cao bị thanh trừng.

### Chiến tranh Thế giới thứ hai
Khi Chiến tranh Thế giới thứ hai bùng nổ, VVS lúc này còn chưa có một lực lượng các đơn vị được trang bị đủ, sẵn sàng thích ứng để chiến đấu trong điều kiện chiến tranh: Stalin đã nói vào năm 1931 rằng nền công nghiệp Liên Xô đã "tụt hậu 50 đến 100 năm" so với các cường quốc ở phương Tây. Và người Xô viết đã vừa chiến đấu vừa sản xuất để cung cấp máy bay cho các đơn vị. Vào khoảng thời gian cuối của cuộc chiến tranh (giai đoạn 1944 - 1945), người Xô viết đã sản xuất một số lượng lớn máy bay vượt xa người Đức, vào lúc này sản lượng máy bay của Liên Xô đã tăng hơn 4.700 chiếc so với thời kỳ đầu chiến tranh.
Vào năm 1939, VVS đã sử dụng máy bay ném bom để tấn công Phần Lan trong Chiến tranh Mùa đông, nhưng họ đã phải hứng chịu những thất bại do Quân đội Phần Lan gây ra, người Phần Lan chỉ với một lực lượng nhỏ nhưng đã phát hiện ra điểm yếu của máy bay Liên Xô và từ đó đã gây ra những tổn thất cho VVS. Sau cuộc chiến này, VVS đã rút ra được nhiều bài học về công tác huấn luyện, tác chiến, trang bị và lực lượng. Nhưng vào thập niên 1930, VVS đã phải chịu những tổn thất lớn về nhân sự cấp cao, khi các tướng lĩnh cao cấp và các nhà thiết kế nổi tiếng đã phải chịu những bản án oan trong cuộc Đại Thanh trừng, khiến cho VVS suy giảm sức mạnh vốn có của lực lượng này.

Biểu tượng trên các máy bay của Liên Xô trong Chiến tranh Thế giới thứ hai

Ngay từ những ngày đầu chiến tranh, VVS đã mất một số lượng lớn máy bay. Lý do chính của việc này là do VVS đã thiếu những chiến thuật tác chiến trong chiến tranh hiện đại, thêm vào nữa là thời gian mở mang kiến thức và thực tế cho sĩ quan chỉ huy ngắn, và ngay khi Phát xít Đức tấn công Liên Xô vào năm 1941 trong Chiến dịch Barbarossa, ngay lập tức Không quân Xô viết đã phải chiến đấu phòng thủ trước những máy bay hiện đại hơn nhiều của Không quân Đức (Luftwaffe). Trong ngày đầu của Chiến dịch Barbarossa, Luftwaffe đã phá hủy khoảng 2.000 máy bay của Liên Xô, và chỉ mất có 35 chiếc (trong đó có 15 chiếc bị tai nạn khi không thực hiện nhiệm vụ chiến đấu).
Tuy phải hứng chịu thổn thất to lớn ngay trong những ngày đầu của cuộc chiến tranh, nhưng Liên Xô đã kịp thời sơ tán các cơ sở sản xuất máy bay, phòng thiết kế về sâu trong hậu phương, tận phía đông dãy núi Ural, và tiếp tục thiết kế chế tạo các mẫu máy bay mới để đáp ứng nhu cầu của chiến trường. Chỉ tính riêng trong 4 năm từ năm 1941 - 1945, Liên Xô đã cho ra lò hơn 20 loại máy bay chiến đấu mới, hiện đại như Il-2 Shturmovik, MiG-1, MiG-3, Yak-3, Yak-7, Yak-9, La-5, La-7... với sản lượng ước tính đạt trung bình trên dưới 35.000 chiếc một năm. Điều này đã đáp ứng được đòi hỏi về lực lượng của VVS trong chiến đấu, đồng thời cũng viện trợ cho các nước Đồng minh trong chiến tranh.
Theo hiệp ước với một số quốc gia Đồng minh khác, trong Chiến tranh Thế giới thứ hai, Liên Xô cũng nhận được các máy bay viện trợ của phương Tây theo hình thức cho mượn - cho thuê (lend - lease). Một vài trong số đó được các phi công Xô viết sử dụng khá hiệu quả và được ưa thích như Bell P-39 Airacobra.
Ngoài ra còn có một Nhóm tình nguyện Xô viết hoạt động ở Trung Quốc trước năm 1941.

### Chiến tranh Lạnh

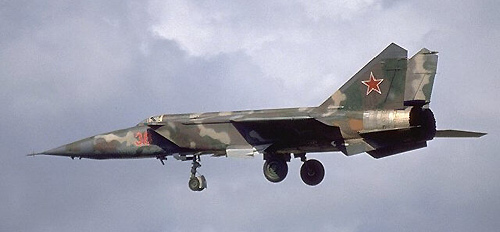
Máy bay tiêm kích đánh chặn hạng nặng tầm xa Mikoyan-Gurevich MiG-25

Trong suốt thời kỳ Chiến tranh Lạnh, Không quân Liên Xô đã được hiện đại hóa, củng cố tăng cường lực lượng và được trang bị những loại máy bay hiện đại. Vào thời điểm đỉnh cao trong thập niên 1980, VVS có thể triển khai xấp xỉ 10.000 máy bay, và bắt đầu vào thập niên 1990, Liên Xô đã có một quân chủng không quân với chất lượng và số lượng máy bay thuộc hàng siêu cường trên thế giới, có thể sánh ngang với Không quân Hoa Kỳ.

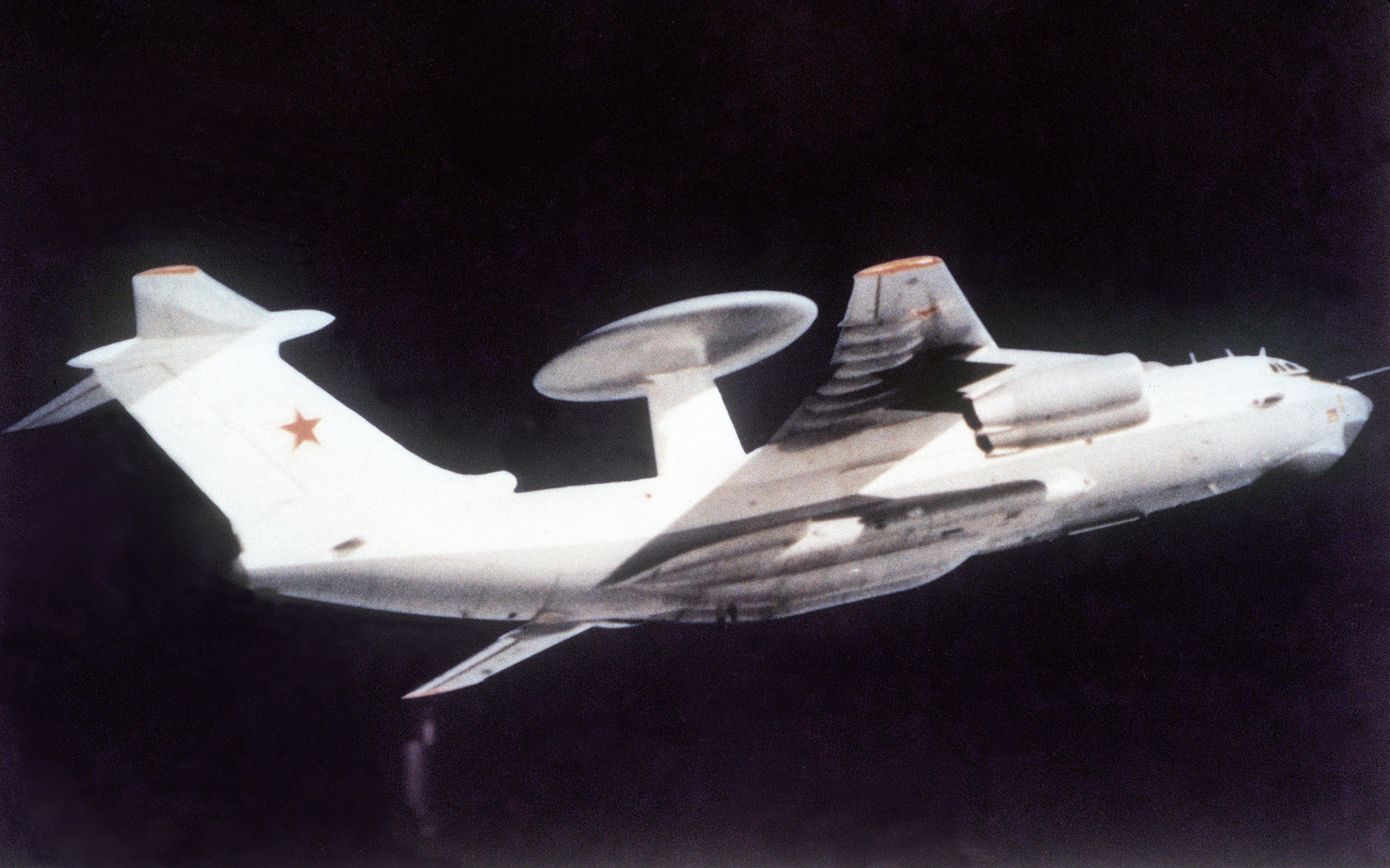
Máy bay cảnh báo sớm trên không Beriev A-50

Trong thời kỳ này, VVS đã tách ra thành 3 bộ phận khác nhau gồm: Hàng không tầm xa (Dal'naya Aviatsiya hoặc DA), bao gồm những máy bay ném bom tầm xa; Hàng không tiền tuyến (Frontovaya Aviatsiya hoặc FA), bao gồm những máy bay chiến trường, hỗ trợ tầm ngắn, và đánh chặn; và Hàng không vận tải quân sự (Voenno-Transportnaya Aviatsiya hoặc VTA), bao gồm mọi máy bay vận tải. Quân chủng Phòng không (Voyska protivovozdushnoy oborony hoặc Voyska PVO), bao gồm những phương tiện phòng không và máy bay tiêm kích đánh chặn, hai quân chủng này hoàn toàn riêng biệt khác nhau trong cơ cấu của Quân đội Liên Xô (Xem thêm Danh sách các căn cứ Không quân Xô viết để biết thêm thông tin).

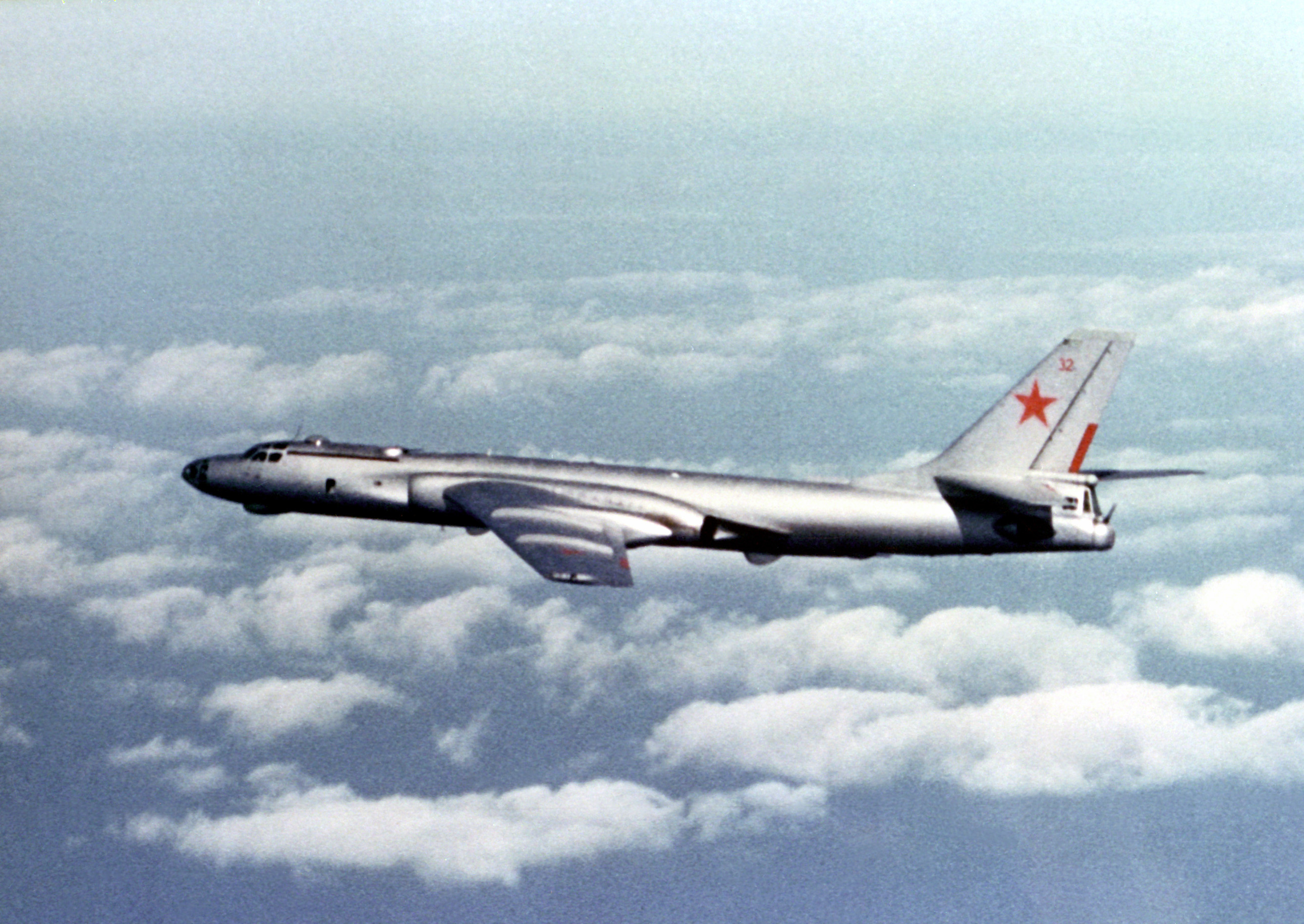
Máy bay ném bom tầm trung Tupolev Tu-16

Vào 1 tháng 9 năm 1983, Không quân Xô viết đã bắn hạ chiếc máy bay dân dụng mang số hiệu 007 của hãng hàng không Korean Air của Hàn Quốc (xem thêm Korean Air Flight 007), khi nó đang xâm phạm vào không phận của Liên Xô nhằm mục đích gián điệp. Trước đó đã xảy ra sự kiện Korean Air Flight 902, khi một chiếc máy bay dân dụng khác đã bay ngang qua không phận Murmansk, và buộc phải hạ cánh khẩn cấp khi bị một chiếc Su-15 đánh chặn. Chính phủ Xô viết cuối cùng đã buộc phải thừa nhận sai lầm của họ sau những tuyên bố đầy giận dữ từ phía chính phủ Hàn Quốc và Hoa Kỳ.
Hải quân Liên Xô cũng có một bộ phận không quân độc lập, có tên gọi là Hàng không Hải quân (Aviatsiya Voenno Morskogo Flota hoặc AV-MF).
Các đơn vị Không quân Xô viết trước khi Liên Xô tan rã bao gồm:
- Tập đoàn Không quân 1 (Hàng không Tiền tuyến) Quân khu Viễn Đông.
- Tập đoàn Không quân 2 Quân chủng Phòng không.
- Tập đoàn Không quân 4 (Hàng không Tiền tuyến).
- Tập đoàn Không quân 5 (Hàng không Tiền tuyến) (Quân khu Odessa).
- Tập đoàn Không quân 6 (Lực lượng phòng không Xô viết).
- Tập đoàn Không quân 8 (Lực lượng phòng không Xô viết).

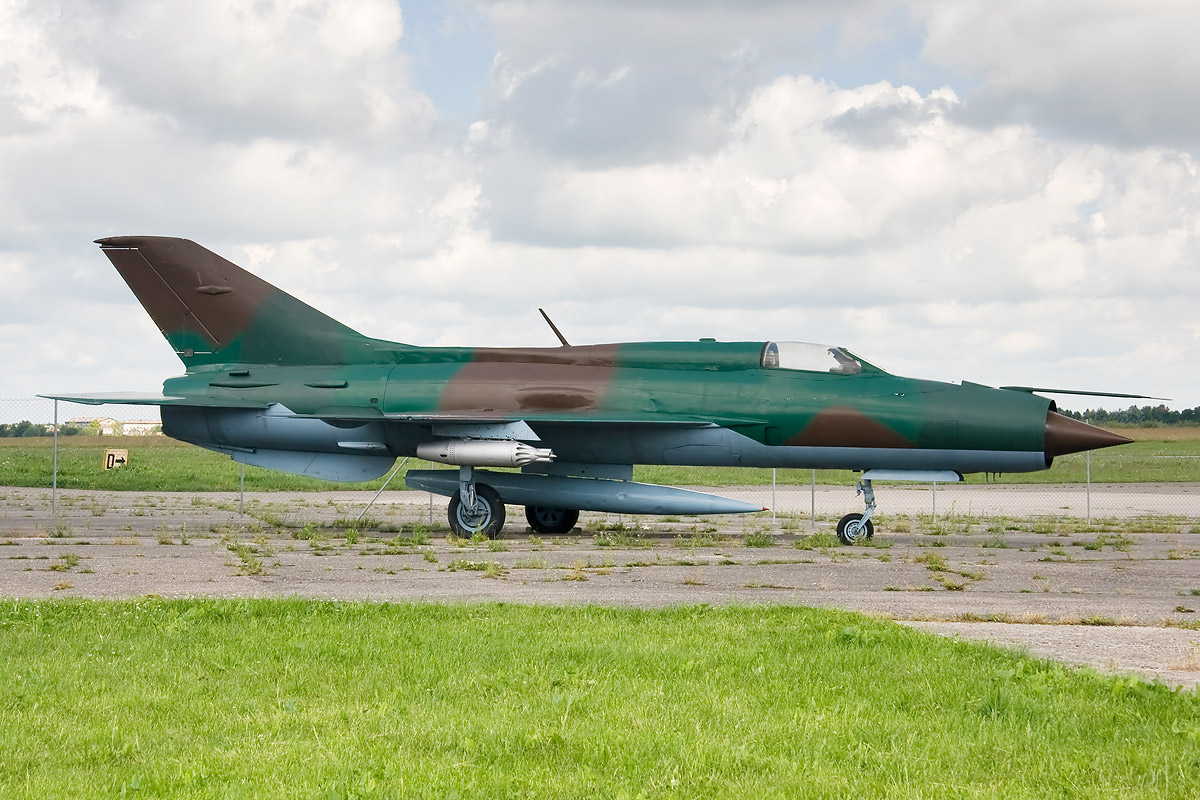
Máy bay tiêm kích hạng nhẹ tầm ngắn Mikoyan-Gurevich MiG-21

- Tập đoàn Không quân 10 (Lực lượng phòng không Xô viết).
- Tập đoàn Không quân 11 (Lực lượng phòng không Xô viết).
- Tập đoàn Không quân 12 (Lực lượng phòng không Xô viết).
- Tập đoàn Không quân 14 (Lực lượng phòng không Xô viết).
- Tập đoàn Không quân 15 (Quân khu Baltic).

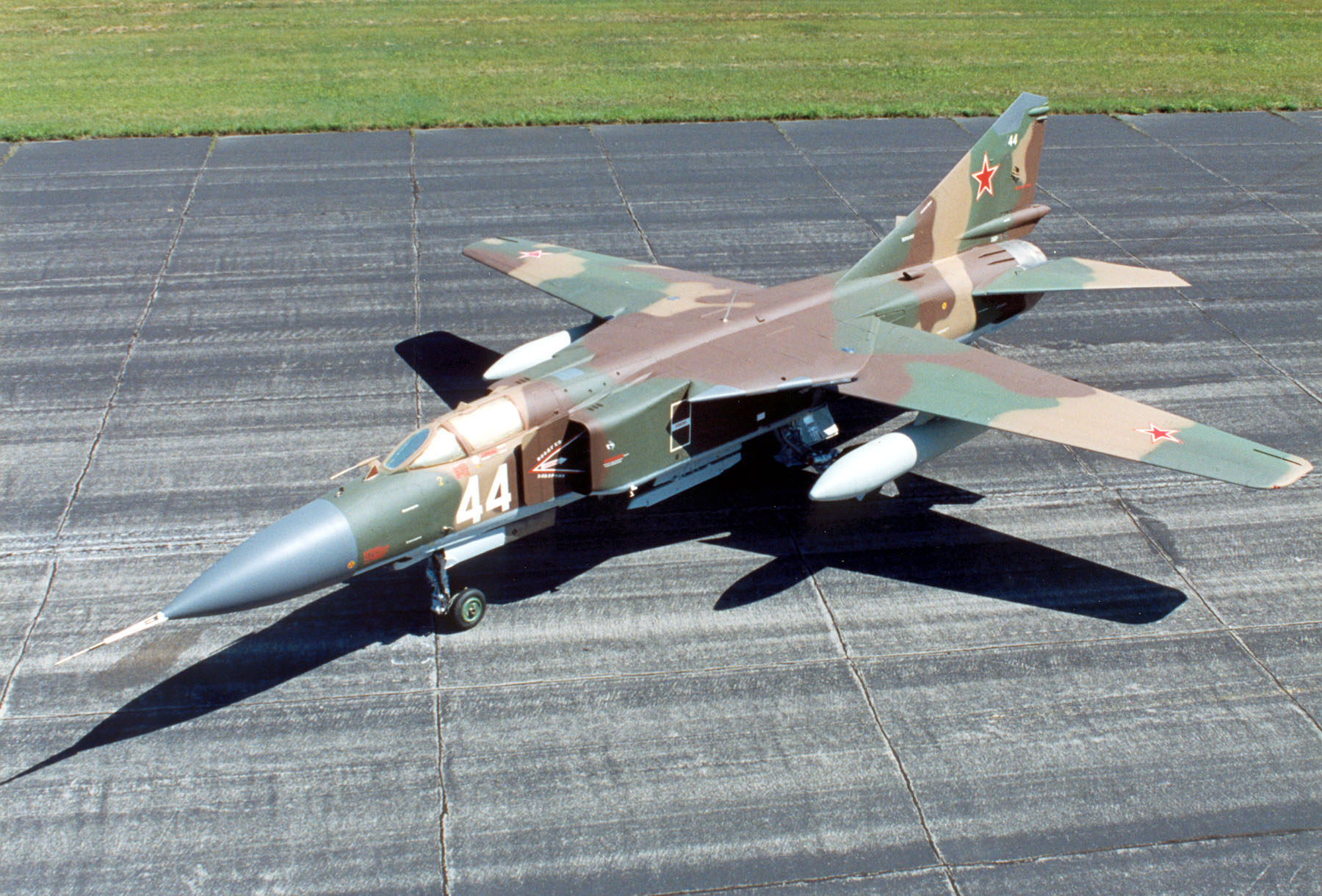
Máy bay tiêm kích cánh cụp - cánh xòe Mikoyan-Gurevich MiG-23

- Máy bay tiêm kích cánh cụp - cánh xòe Mikoyan-Gurevich MiG-23Tập đoàn Không quân 16 (Tập đoàn quân Xô viết ở Đức).
- Tập đoàn Không quân 17 (Quân khu Kiev).
- Tập đoàn Không quân 19 (Lực lượng phòng không Xô viết).
- Tập đoàn Không quân 23 (Quân khu Transbaikal).
- Tập đoàn Không quân 24 (Phương diện quân Chiến lược Tây Nam).
- Tập đoàn Không quân 26 (Quân khu Belorussia).
- Tập đoàn Không quân 30 (Irkutsk, Hàng không tầm xa).
- Tập đoàn Không quân 37 (Moskva, Hàng không tầm xa).

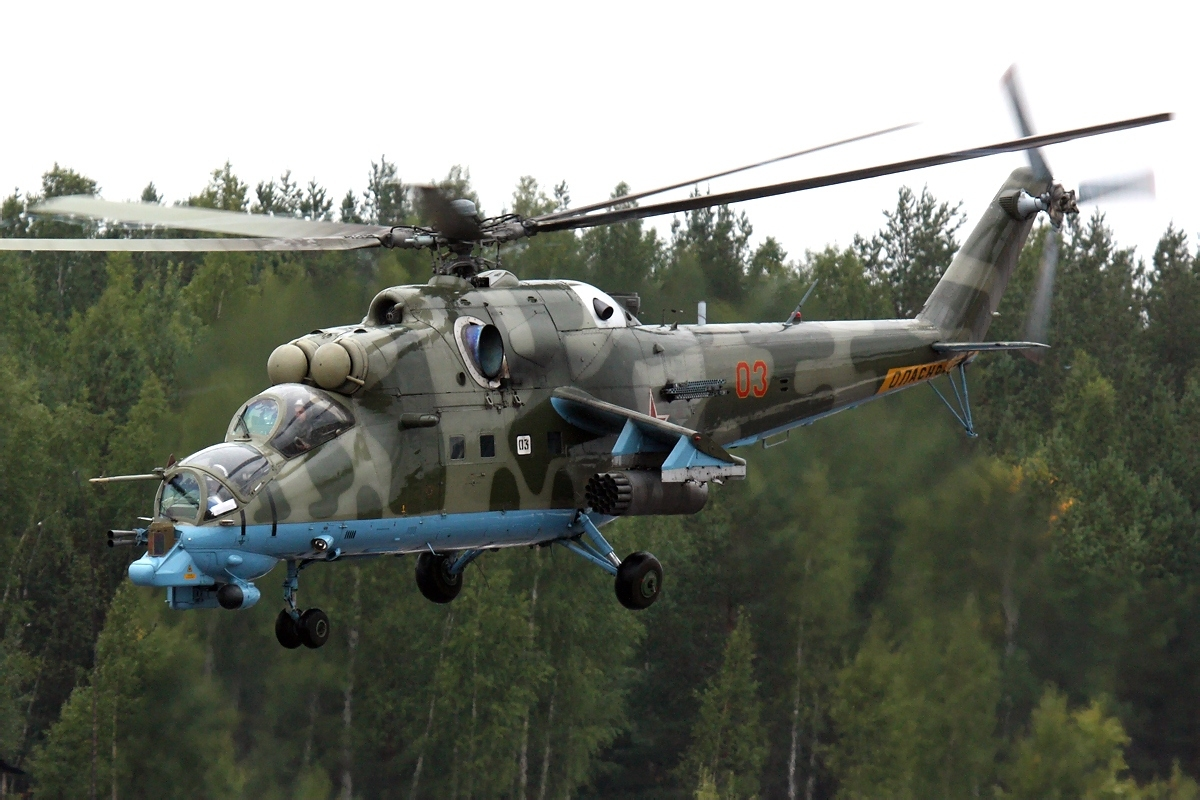
Trực thăng chiến đấu chở quân Mil Mi-24

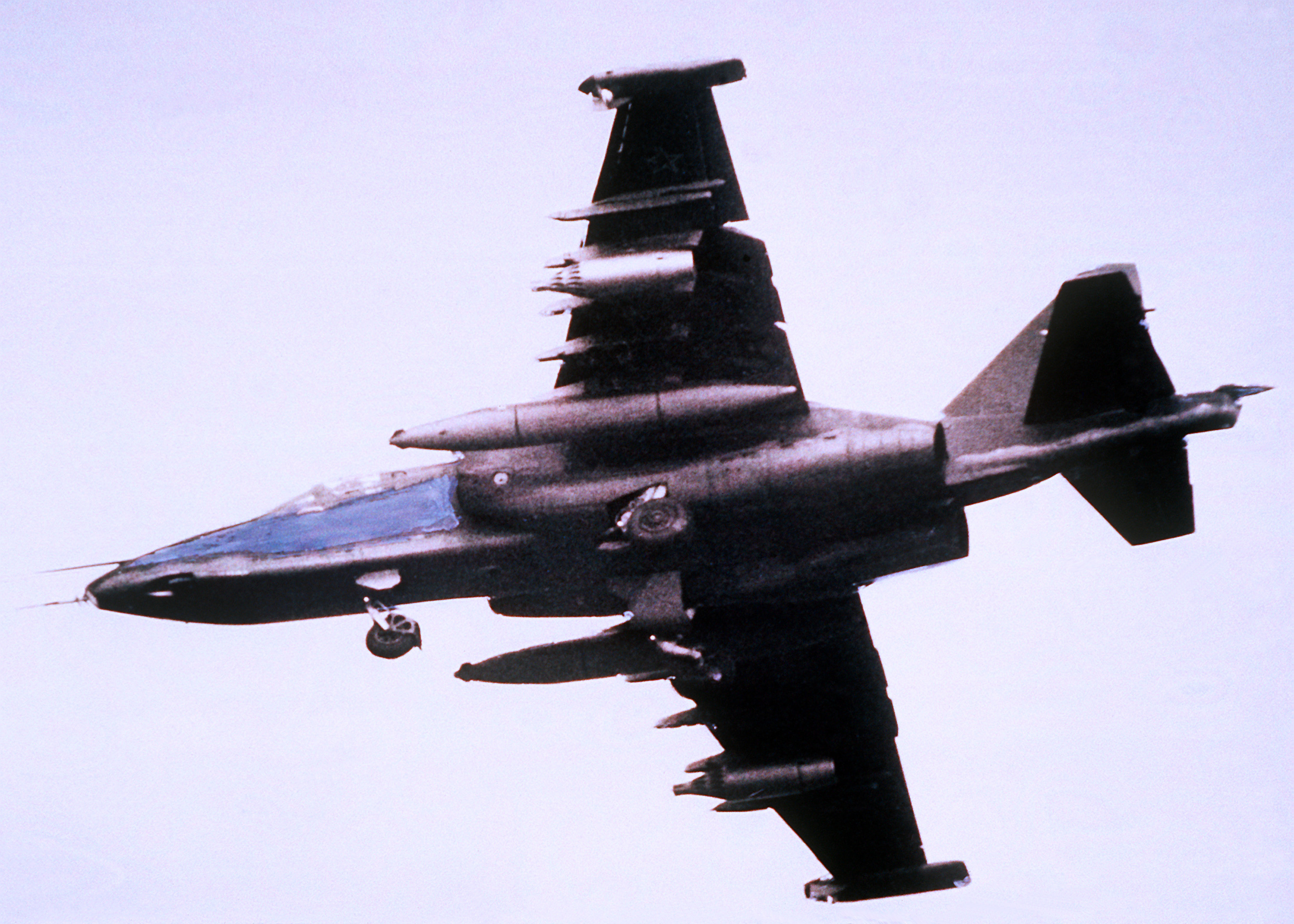
Máy bay cường kích diệt tăng kiêm hỗ trợ đường không tầm gần Sukhoi Su-25

- Trực thăng chiến đấu chở quân Mil Mi-24Máy bay cường kích diệt tăng kiêm hỗ trợ đường không tầm gần Sukhoi Su-25Tập đoàn Không quân 46 (Smolensk, Hàng không tầm xa).

### Chương trìnhmáy bay chiến đấuthập niên 1980

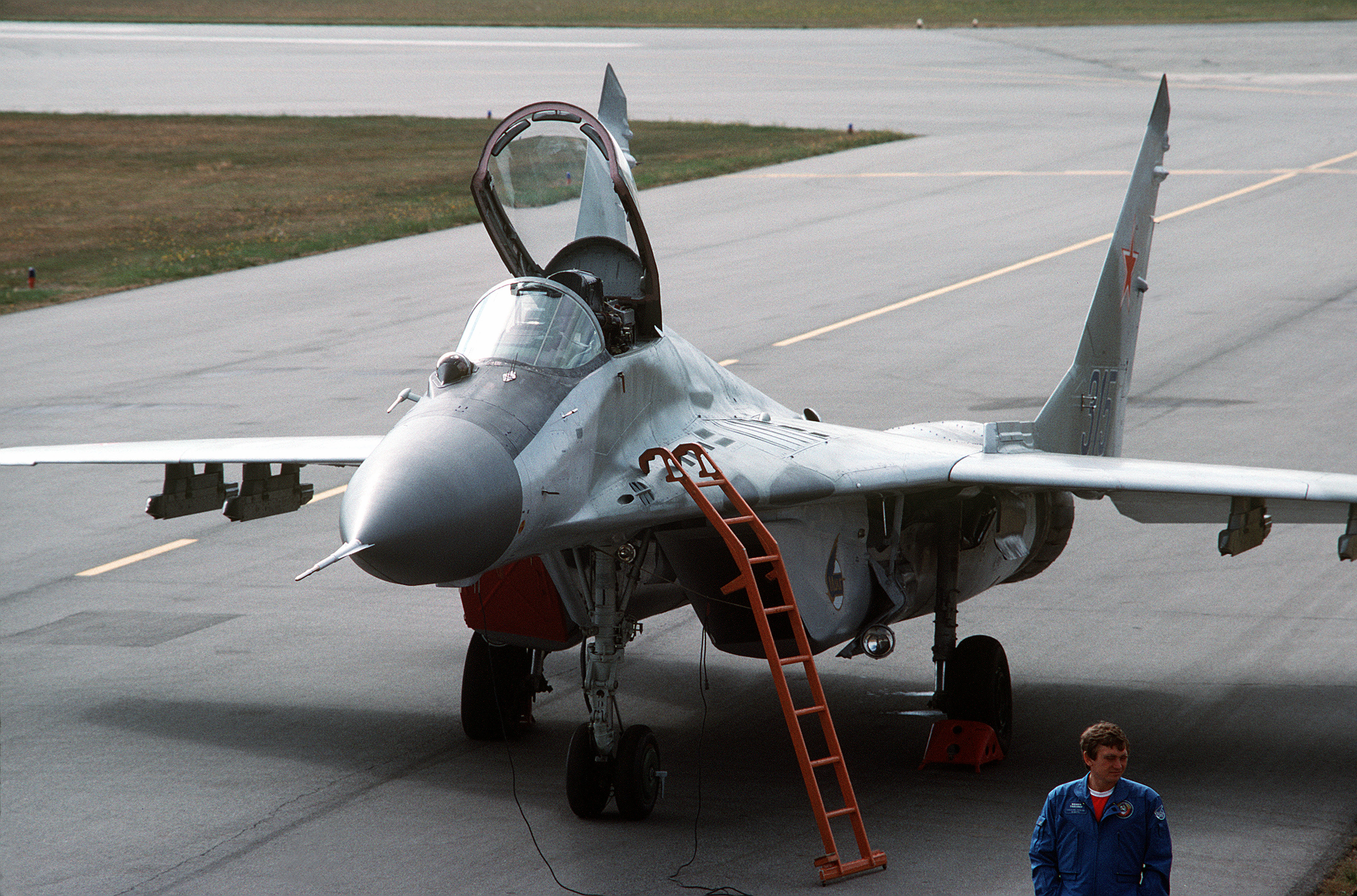
Máy bay tiêm kích đa nhiệm hạng nhẹ Mikoyan MiG-29

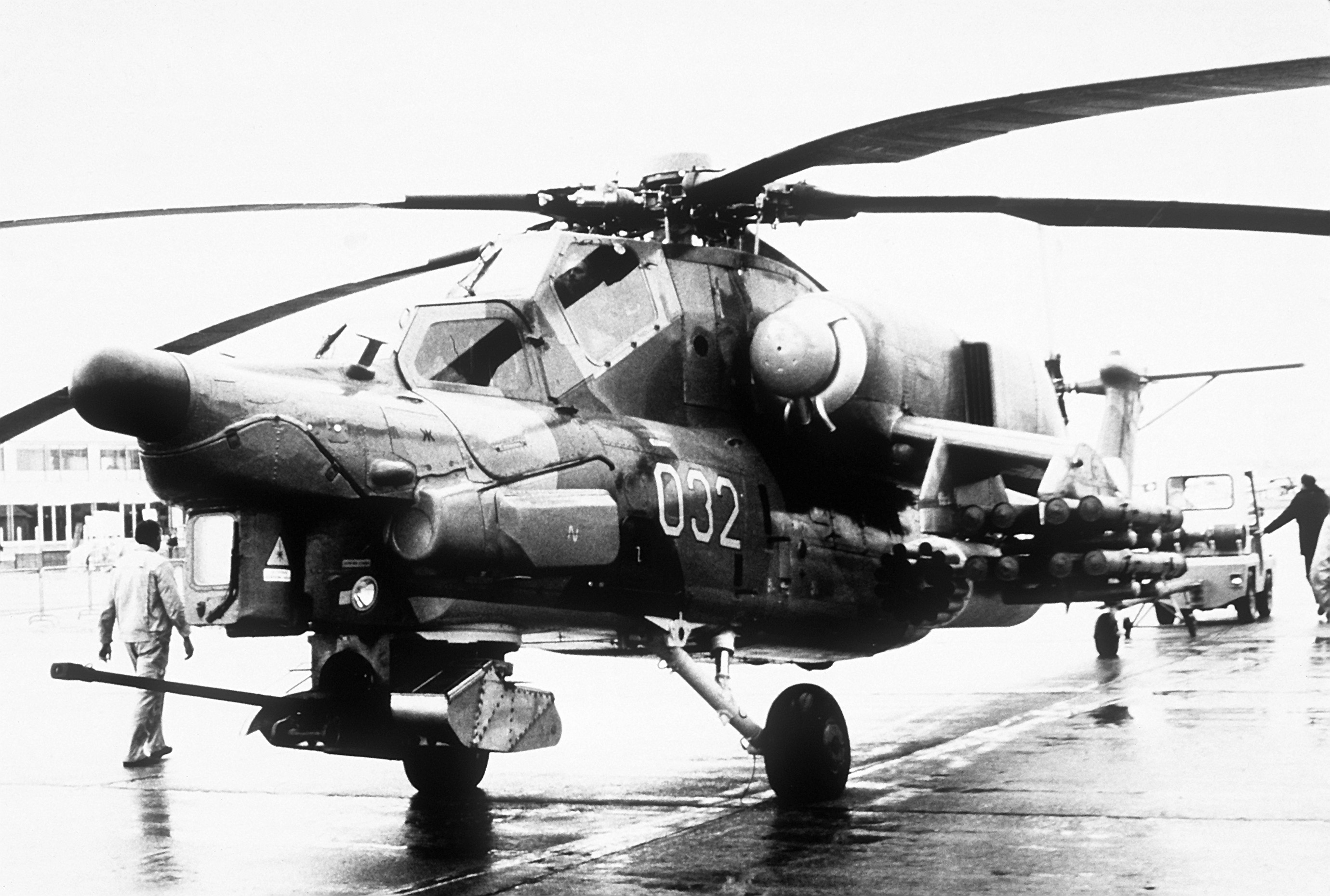
Trực thăng chiến đấu Mil Mi-28

Vào thập niên 1980, Liên Xô đã có các thông tin tình báo về sự phát triển của Máy bay chiến đấu chiến thuật tiên tiến của Hoa Kỳ và bắt đầu phát triển loại máy bay chiến đấu tương đương để duy trì thế cân bằng chiến lược và vị thế siêu cường.
Hai chương trình phát triển đã được tiến hành cùng một lúc, một chương trình là để đối đầu trực tiếp với dự án Máy bay chiến đấu chiến thuật tiên tiến của Mỹ khi đó (dẫn tới sự phát triển của F-22 Raptor/YF-23). Máy bay chiến đấu tương lại này được gọi tên trong chương trình phát triển là Mnogofounksionalni Frontovoi Istrebitel (MFI - Máy bay chiến đấu tiền tuyến đa chức năng) và nó được thiết kế như một máy bay đa chức năng hạng nặng, với khả năng chiếm ưu thế trên không xuất sắc trong ý kiến của nhà thiết kế.
Để đáp trả lại sự án X-32/F-35 của người Mỹ, người Liên Xô đã bắt đầu Dự án MiG LFI, nó có thiết kế 1 động cơ, và vẫn còn đang trong giai đoạn thiết kế thử nghiệm.

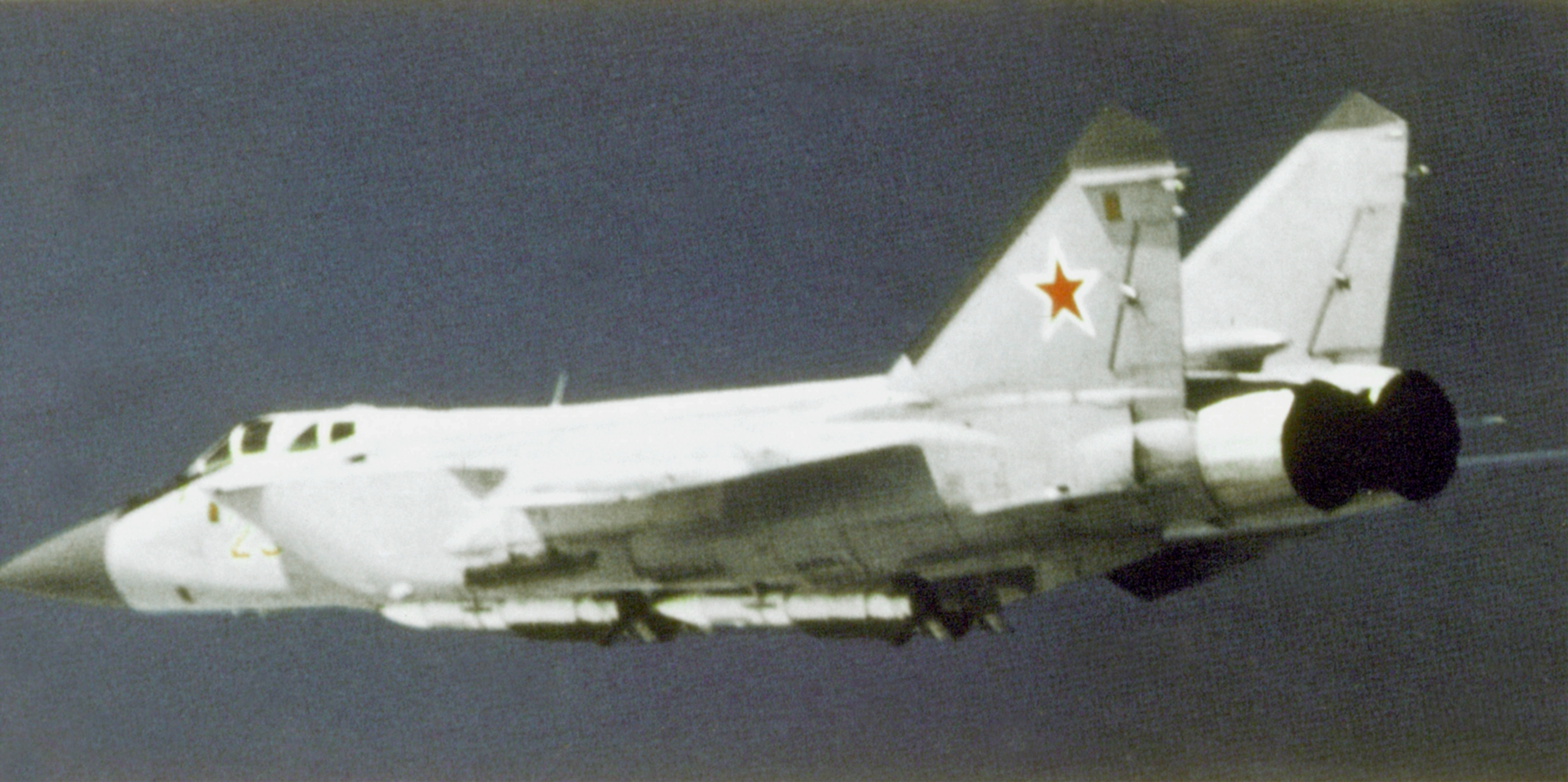
Máy bay tiêm kích đánh chặn hạng nặng tầm xa Mikoyan MiG-31

Sau đó, người Nga đã thay đổi tên gọi LFI thành LFS, để làm cho thiết kế trở thành một máy bay đa chức năng với hiệu suất vượt trội, chủ yếu nhấn mạnh vào khả năng tấn công mặt đất. Trong thập niên 1990, Quân đội Nga đã chấm dứt dự án LFS và bắt đầu tiếp tục với dự án MFI, với ngân quỹ hạn chế, và người ta tin tưởng rằng đây là một thiết kế quan trọng hơn một sự sản xuất máy bay chiến đấu hạng nhẹ. Dự án mới đây nhất là PAK FA. Phòng Thiết kế Sukhoi đã chiến thắng trong cuộc cạnh tranh giành hợp đồng PAK FA vào năm 2002.

## Tai tiếng

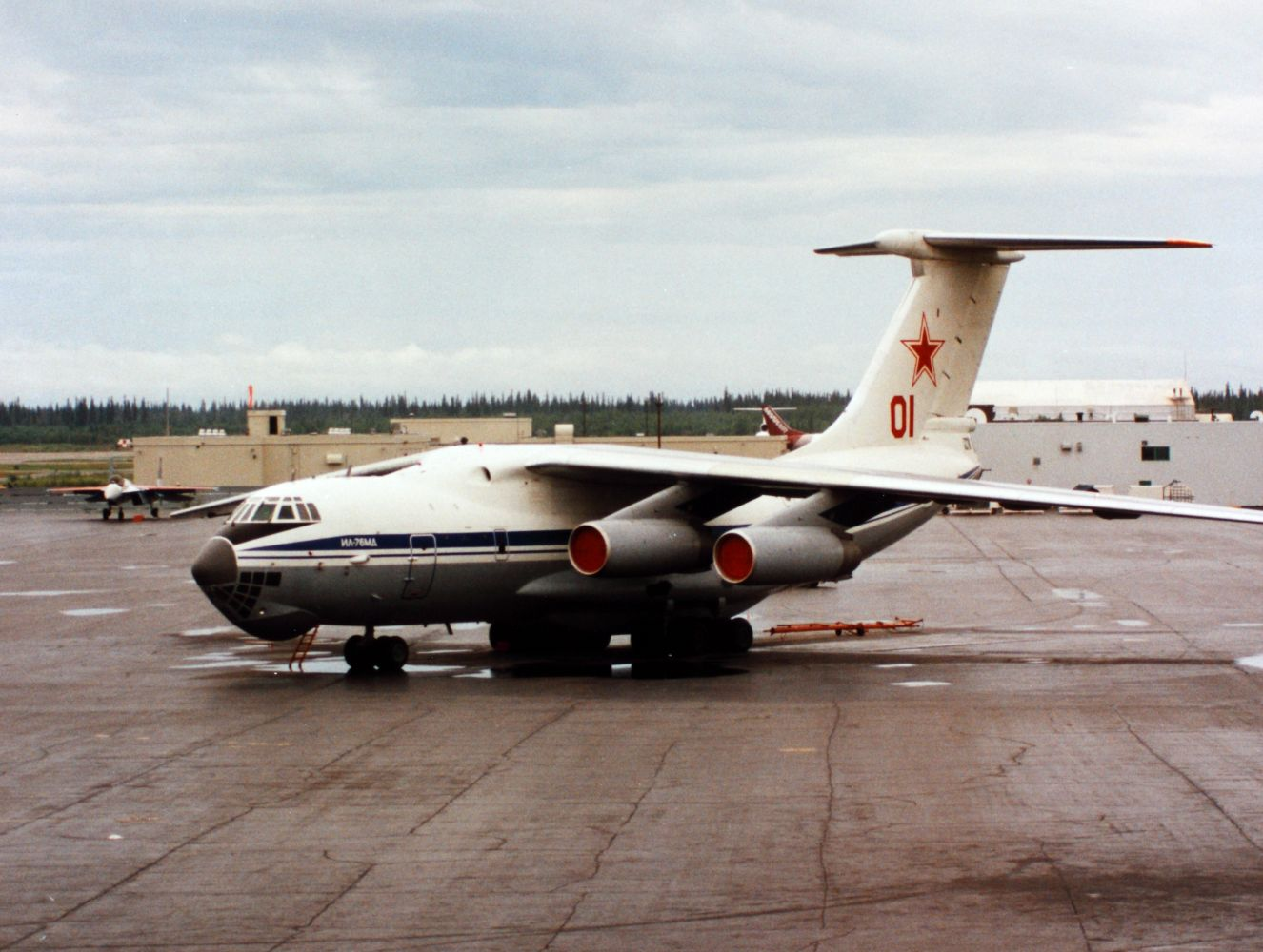
Máy bay vận tải quân sự Ilyushin Il-76

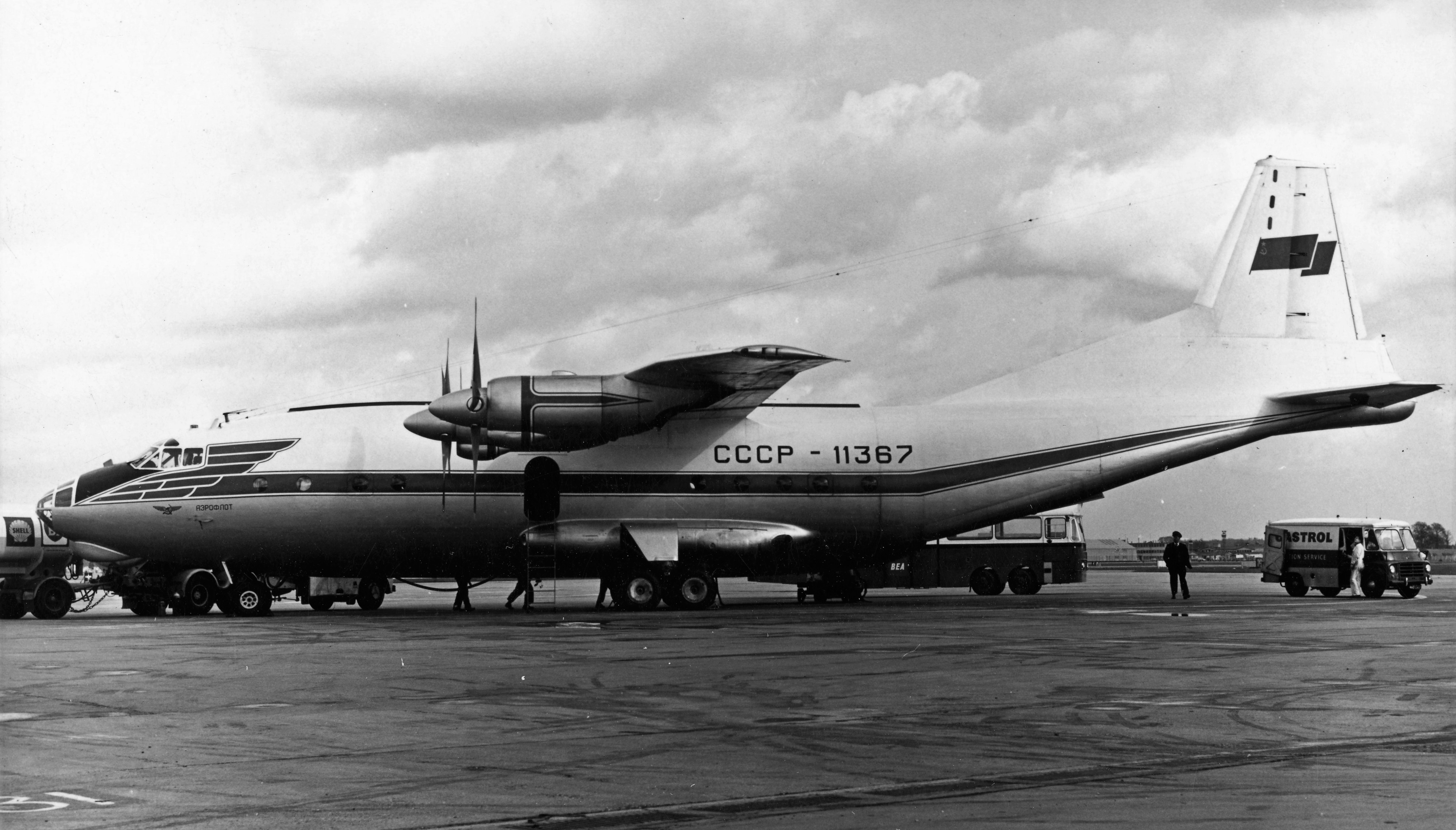
Máy bay vận tải Antonov An-12

Ngày 28/5/1987, Mathias Rust, một thanh niên Tây Đức 19 tuổi đã lái chiếc máy bay hạng nhẹ cánh quạt Cessna 172B Skyhawk hạ cánh xuống Quảng trường Đỏ. Sau khi hạ cánh xuống Quảng trường Đỏ, Rust ký tặng cho những người hiếu kỳ và mãi lúc sau mới bị cảnh sát Liên Xô bắt giữ. Bộ trưởng Bộ Quốc phòng Liên Xô Sergey Sokolov, 75 tuổi ngay lập tức bị cho về hưu còn Tư lệnh lực lượng Phòng không Không quân Liên Xô Aleksandr Koldunov bị cách chức và gần 1.000 tướng lĩnh, sĩ quan cao cấp trong lực lượng này cũng cùng chung số phận.

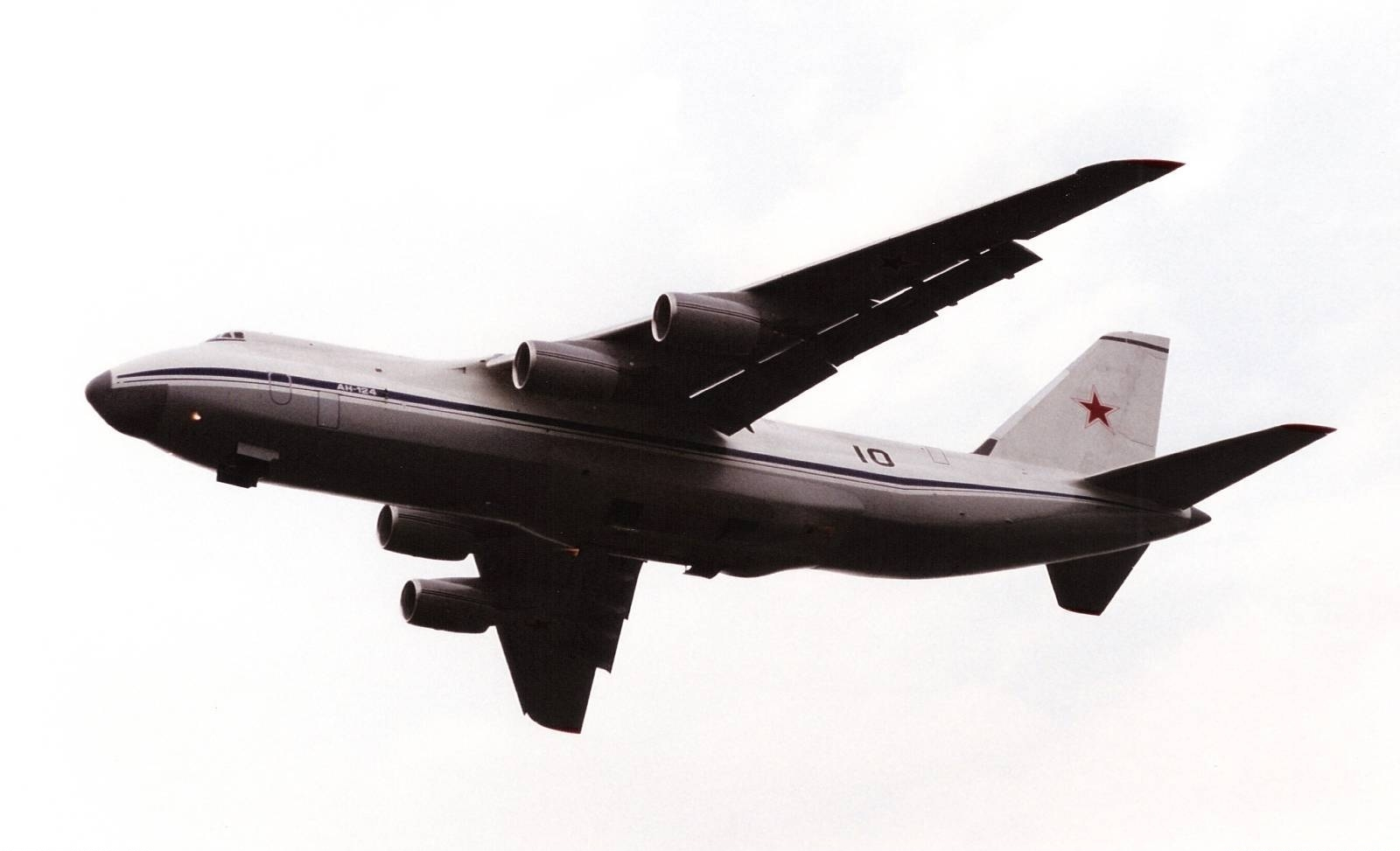
Máy bay vận tải quân sự Antonov An-124

Tuy phải đứng trước tòa, Rust nói rằng mình bay đến Moskva chỉ là kêu gọi hòa bình nhưng hành động của anh bị coi là trái pháp luật, vi phạm Luật hàng không của Liên Xô và nhận mức án 4 năm tù giam nhưng chỉ ngồi tù được 432 ngày thì Rust được ân xá.

## Sau khiLiên Xô tan rã
Theo sau sự tan rã của Liên bang Xô viết vào tháng 12 năm 1991, nhân sự và trang bị của VVS đã được chia cho các quốc gia độc lập tách ra từ Liên bang. Nga đã được hưởng phần lớn trong sự phân chia này, với hơn 40% máy bay và 65% nhân lực, những trang bị này đã tạo cơ sở để hình thành nên Không quân Nga ngày nay.

## Trang bị của Không quânLiên Xô(1987)
- Máy bay ném bom chiến lược Tupolev Tu-95Máy bay ném bom chiến lược siêu thanh Tupolev Tu-160Máy bay ném bom tầm trung siêu thanh Tupolev Tu-22M3205 máy bay ném bom chiến lược:
  - 15 Tu-160 Blackjack
  - 160 Tu-95 Bear
  - 30 M-4 Bison
- 370 máy bay ném bom tầm trung:
  - 155 Tu-22M Backfire
  - 80 Tu-16 Badger
  - 135 Tu-22 Blinder
- 1.725 máy bay tiêm kích:
  - 50 MiG-21 Fishbed
  - 660 MiG-23 Flogger
  - 105 MiG-25 Foxbat
  - 540 MiG-29 Fulcrum
  - 200 MiG-31 Foxhound
  - 260 Su-15 Flagon
  - 90 Su-27 Flanker
  - 20 Tu-128 Fiddler
  - 20 Yak-28 Firebar

- 2.155 máy bay cường kích:
  - 50 MiG-21 Fishbed
  - 500 MiG-27 Flogger
  - 535 Su-7/Su-17 Fitter
  - 630 Su-24 Fencer
  - 340 Su-25 Frogfoot
- 50 máy bay tiếp dầu trên không:
  - 30 M-4 Bison
  - 20 Tu-16 Badger

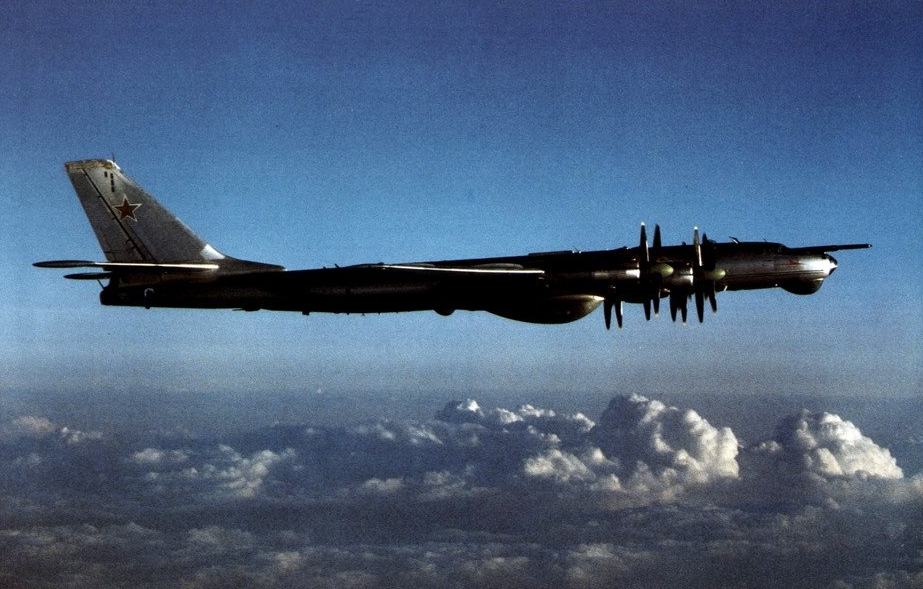
Máy bay ném bom chiến lược Tupolev Tu-95

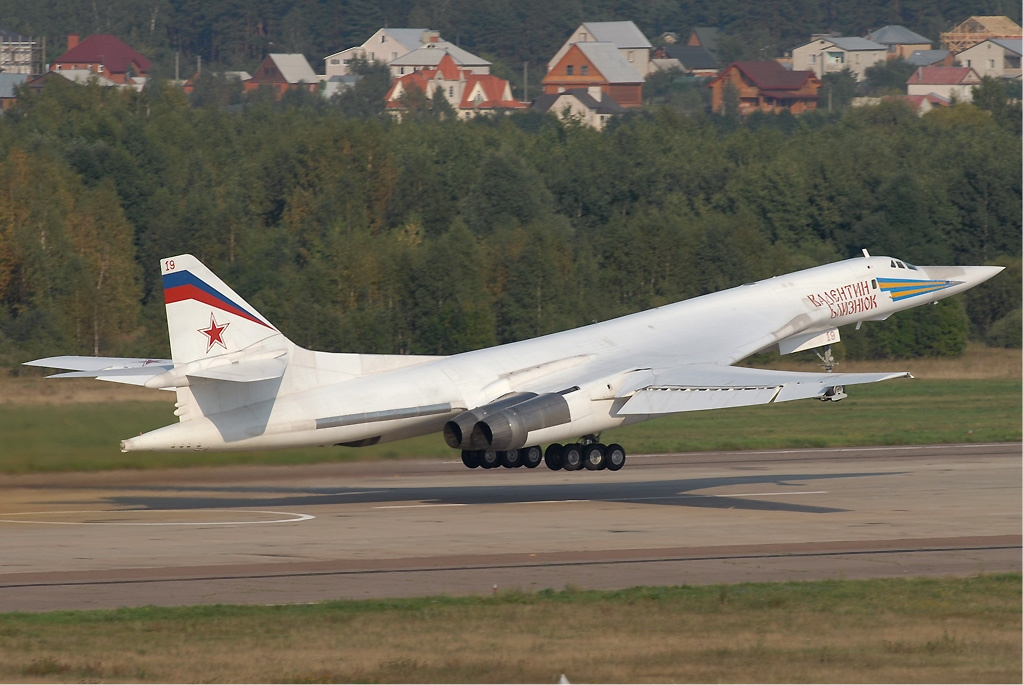
Máy bay ném bom chiến lược siêu thanh Tupolev Tu-160

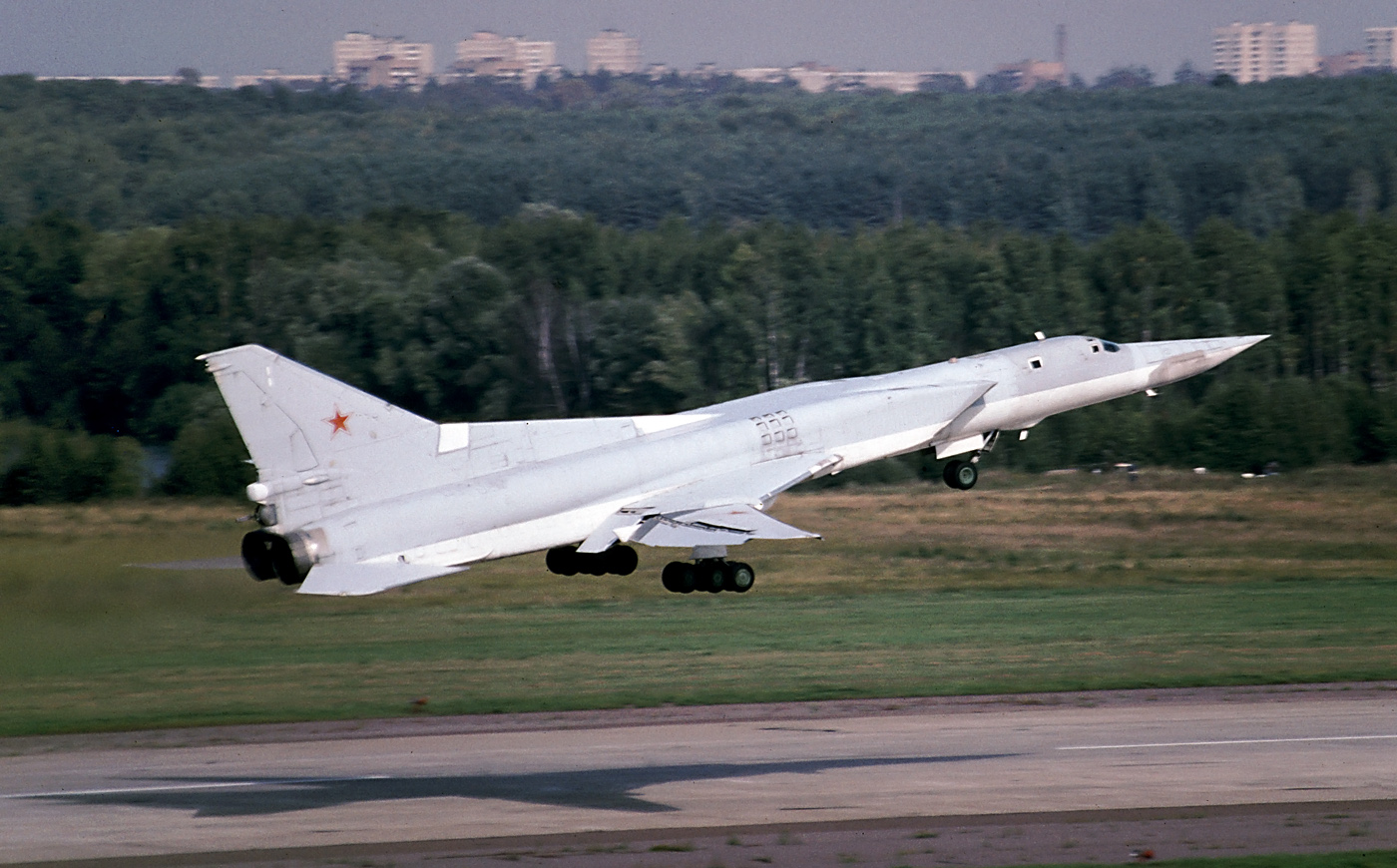
Máy bay ném bom tầm trung siêu thanh Tupolev Tu-22M3

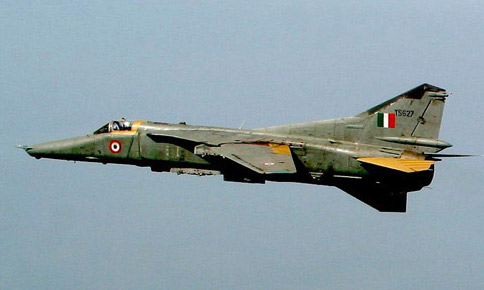
Máy bay cường kích Mikoyan MiG-27

- 638 máy bay trinh sát và ECM chiến thuật:
  - 50 MiG-21 Fishbed
  - 160 MiG-25 Foxbat
  - 135 Su-17 Fitter
  - 150 Su-24 Fencer
  - Máy bay cường kích cánh cụp - cánh xòe Sukhoi Su-24170 Yak-28 Brewer

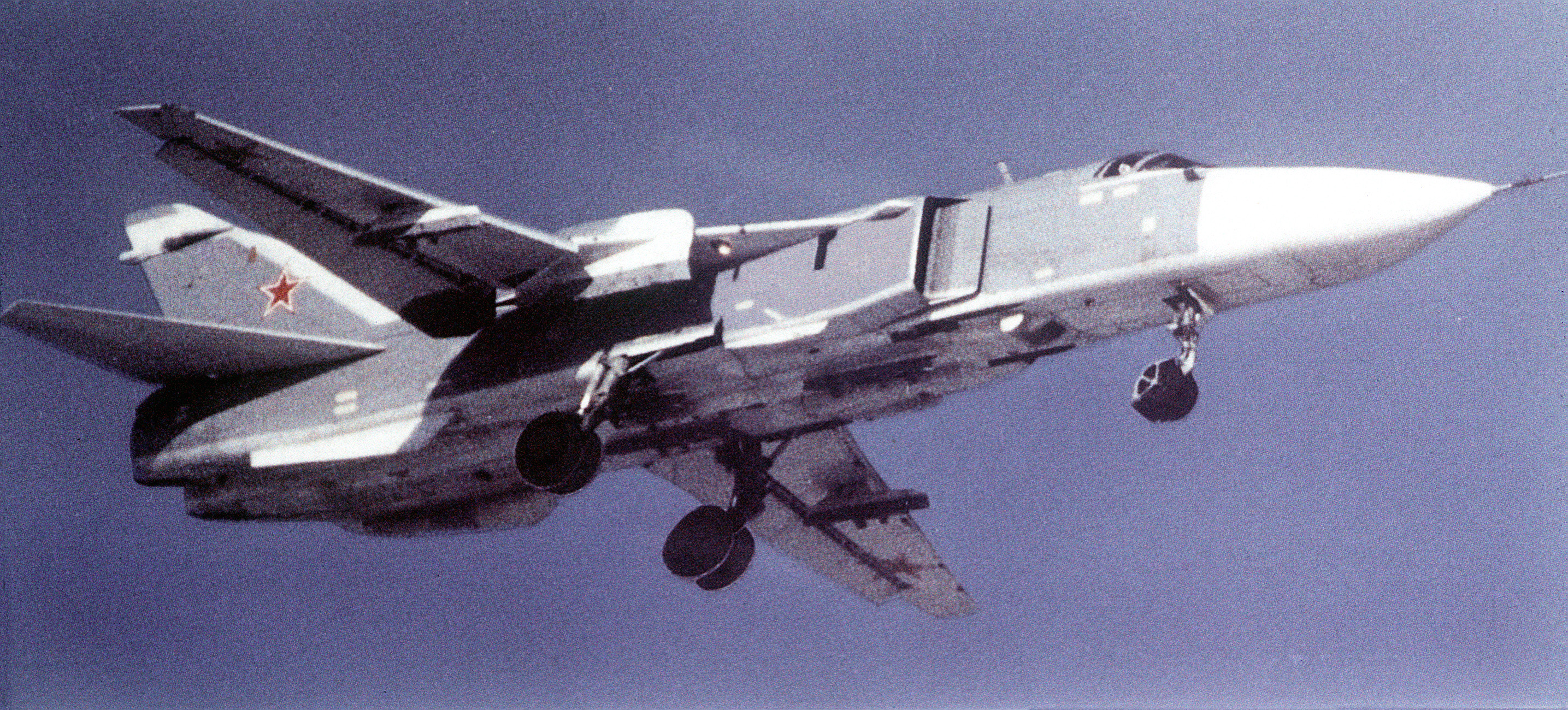
Máy bay cường kích cánh cụp - cánh xòe Sukhoi Su-24

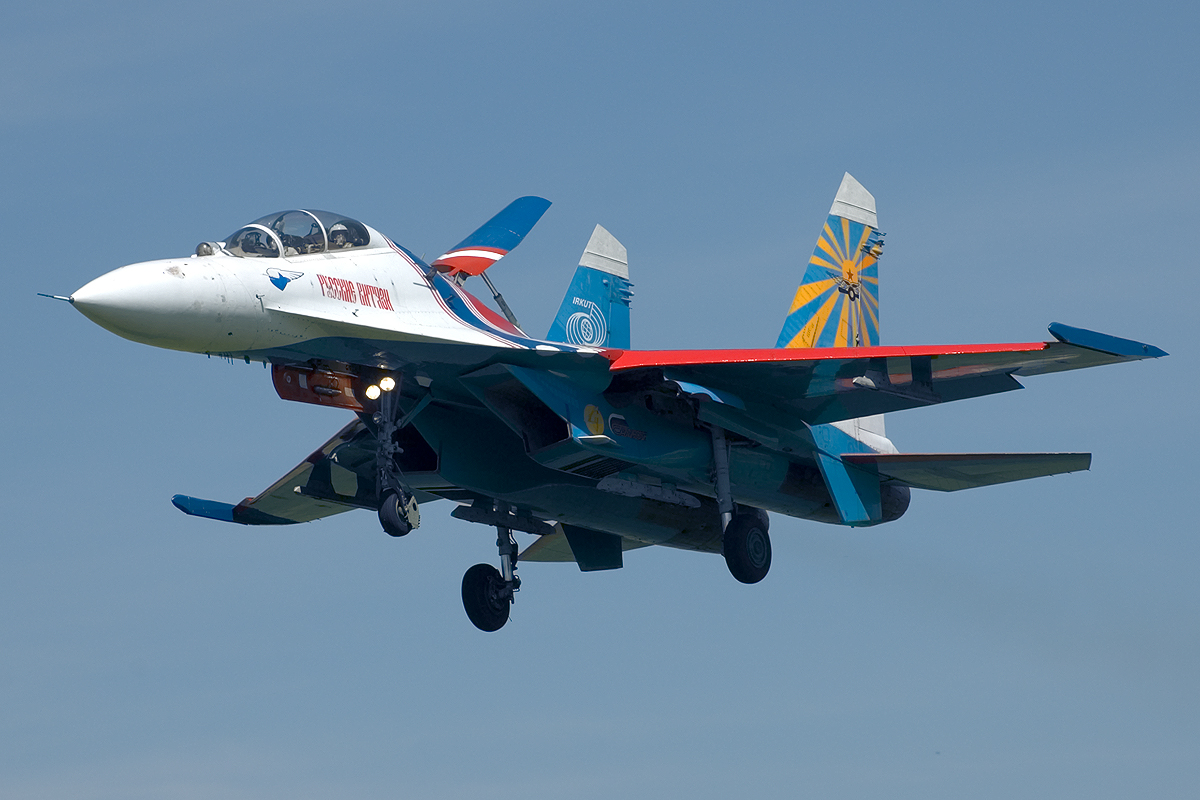
Máy bay tiêm kích đa nhiệm hạng nặng Sukhoi Su-27

- 260 máy bay trinh sát và ECM chiến lược:
  - 115 Tu-16 Badger
  - 15 Tu-22 Blinder
  - 4 Tu-95 Bear
  - 102 Yak-28 Brewer
  - 24 MiG-25 Foxbat
- 3.050 trực thăng
- 1.500 máy bay và trực thăng huấn luyện
- 588 máy bay vận tải quân sự:
  - 12 An-124 Ruslan
  - 55 An-22
  - 210 An-12
  - 310 Il-76
- 2.935 máy bay vận tải và dân dụng khác: các máy bay của Aeroflot thường dễ dàng chuyển đổi sang mục đích sử dụng trong quân sự